# Bușila, Ungheni
Bușila este un sat din raionul Ungheni, Republica Moldova.

## Istorie
Localitatea a fost atestată documentar într-un hrisov de la domnul Alexandru cel Bun din 1428, cu denumire Stănigenii:
„Din mila lui Dumnezeu, noi, Alexandru voievod, domn al Țării Moldovei. Facem cunoscut, cu această carte a noastră, tuturor celor care o vor, vedea sau o vor auzi citindu-se, ca această adevărată slugă a noastră, pan Nan, ne-a slujit drept și credincios. De aceea, noi, văzând dreapta și credincioasa lui slujbă către noi, l-am miluit cu deosebită noastră milă și i-am dat și i-am întărit, în țara noastră, în Moldova, ocina lui dreaptă, satele anume: Buciumenii, unde este casa lui, și Stănigenii. Toate acestea mai sus-scrise să-i fie de la noi uric și cu tot venitul, lui, și copiilor lui, și nepoților lui, și strănepoților lui, și răstrănepoților lui și întregului lui neam, cine și se va alege cel mai apropiat, neclintit, niciodată în veci.

Iar hotarul acestor sate, al Buciumenilor și al Stănigenilor, să fie pe hotarele vechi din toate părțile, pe unde au folosit din veac.

...

A scris Ghedeon, pisarul cneaghinei, la Suceava, în anul 6936 <1428>, luna iulie 29.”
La 10 aprilie 1598 este menționat documentar cu numele Stănigeani, iar în 1817 este notată „Stânjăneni. Slobozia lui Bușilă”.

## Administrație și politică
Componența Consiliului local Bușila (11 consilieri), ales la 5 noiembrie 2023, este următoarea:
|  | Partid                                        | Consilieri | Componență | Componență | Componență | Componență |
|  | --------------------------------------------- | ---------- | ---------- | ---------- | ---------- | ---------- |
|  | Partidul Acțiune și Solidaritate              | 4          |            |            |            |            |
|  | Coaliția pentru Unitate și Bunăstare          | 2          |            |            |            |            |
|  | Mișcarea „Respect Moldova”                    | 2          |            |            |            |            |
|  | Partidul Comuniștilor din Republica Moldova   | 1          |            |            |            |            |
|  | Partidul Dezvoltării și Consolidării Moldovei | 1          |            |            |            |            |
|  | Partidul Socialiștilor din Republica Moldova  | 1          |            |            |            |            |